# Elizalde
Automóviles Elizalde fue una empresa española de fabricación de automóviles y motores, fundada en 1908 en Barcelona por Arturo Elizalde y Rafael Biada, bajo el nombre de J.M. Vallet y Cía. Con el paso del tiempo, la compañía cambió de nombre y orientación, llegando a producir tanto vehículos de lujo como motores de aviación y diésel hasta su absorción por el Instituto Nacional de Industria en 1951. Sus automóviles eran conocidos por su calidad artesanal y por su uso de tecnología avanzada para la época, como culatas de bronce, que mejoraban la eficiencia del motor.

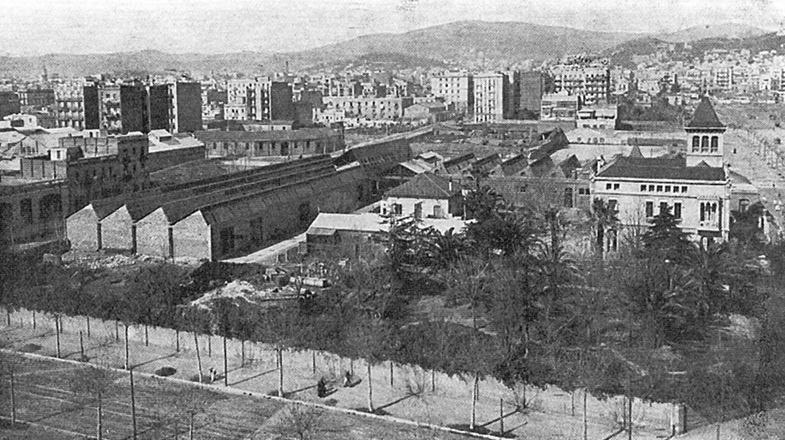
La Fábrica Elizalde de Barcelona en 1921.

## Historia
Arturo Elizalde Rouvier nació en 1873 en Matanzas, Cuba. Industrial e ingeniero, se casó en 1894 con Carmen Biada Navarro, bisnieta de Miguel Biada Buñol, constructor del primer ferrocarril de España entre Barcelona y Mataró en 1848. Tras residir en París, decidió establecerse en Barcelona con el propósito de fundar una fábrica de automóviles.
Para ello, en 1908 creó la sociedad mercantil "J.M. Vallet y Cía", junto a su cuñado Rafael Biada y otros dos socios, cada uno de los cuales aportó 150.000 pesetas. Josep María Vallet i Arnau, quien daba nombre a la sociedad, aportó un taller de reparación en el Paseo de San Juan 149, mientras que Arturo Elizalde, colaborador y accionista de la fábrica francesa Delahaye, aportó la representación de dicha firma.
En 1910, Arturo Elizalde adquirió los derechos de la empresa, que pasó a llamarse "Biada, Elizalde y Cía". En sus primeros años, la compañía se dedicó a la fabricación de recambios para motores y accesorios, como carburadores, amortiguadores y radiadores. Sin embargo, Elizalde tenía la ambición de fabricar automóviles con su propia marca.

### Primeros automóviles
El primer prototipo de automóvil de la empresa, el Tipo 11, se presentó en 1913 en el Salón Internacional del Automóvil de Barcelona bajo el nombre "Biada y Elizalde". Un año después, en 1914, salió al mercado el Tipo 20, considerado el primer automóvil de fabricación completamente española.
Este modelo, con motores de entre 15 y 29 CV y cuatro cilindros, destacó por su innovación técnica. Incorporaba un sistema de engrase por circulación de aceite a alta presión y una instalación para el alumbrado eléctrico integrada en el motor. Otros modelos emblemáticos fueron el 20 Sport y el Reina Victoria Eugenia, presentado con éxito en el Salón del Automóvil de Barcelona de 1919, el cual fue el primer coche en España con frenos en las cuatro ruedas

### Diversificación y motores de aviación
En paralelo a la fabricación de automóviles de lujo, Elizalde también se especializó en vehículos industriales y de transporte, incluyendo camiones, autobuses y vehículos militares. Entre sus modelos más destacados se encontraba el Tipo 30C, un camión con una capacidad de carga de 5.000 kg y dimensiones de 5 metros de ancho por 8 metros de largo.
En 1917, el Ejército del Aire español solicitó a Elizalde la fabricación de motores de aviación. El primer pedido de motores de 450 CV, denominados A-1, se entregó en 1926 con gran éxito, lo que llevó a la empresa a abandonar progresivamente la producción de automóviles para centrarse en el sector aeronáutico.
Durante la Primera Guerra Mundial, Elizalde diversificó sus actividades industriales, desarrollando un motor V8 para suministrar a la aviación militar, lo que consolidó su presencia en el sector aeronáutico.

### Rivalidad con Hispano-Suiza
Elizalde se convirtió en un rival directo de Hispano-Suiza, otra marca emblemática española. A diferencia de otras empresas de la época, Elizalde fabricaba todos sus componentes in situ, desde los motores hasta los chasis y carrocerías, algo insólito en aquel momento.
En 1921, la marca presentó en el Salón del Automóvil de París su Modelo 48, anunciado como el "coche más grande del mundo". Con 5,67 metros de largo y un motor de 180 CV, este modelo revolucionario incorporaba una culata de bronce y costaba 60.000 pesetas, lo que limitó su producción a solo cinco unidades.

### Crisis y absorción por el INI
El fallecimiento de Arturo Elizalde en 1925 marcó un punto de inflexión para la empresa. Su viuda, Carmen Biada, asumió la presidencia de la compañía hasta su fallecimiento en 1949. La Segunda Guerra Mundial y la llegada de nuevas empresas automovilísticas dificultaron la continuidad del negocio. Finalmente, el 27 de diciembre de 1951, Elizalde S.A. fue absorbida por el Instituto Nacional de Industria (INI) y pasó a denominarse ENMASA (Empresa Nacional de Motores de Aviación S.A.), trasladando su fábrica a San Andrés, Barcelona.
Con el declive del mercado de motores aeronáuticos, la empresa diversificó su producción y comenzó a fabricar motores diésel para los modelos SEAT 1400 y 1500, así como para la marca DKW, fabricada en España por Imosa. En 1963, la empresa pasó a ensamblar furgonetas Mercedes-Benz y, en 1968, se fusionó con Idasa (importador de Mercedes-Benz en España), formando Cispalsa, que posteriormente se integró en Mevosa. Finalmente, el grupo Daimler-Benz adquirió la totalidad de la sociedad y la renombró Mercedes-Benz España S.A.

En 1960, la Caja de Ahorros y Monte de Piedad de Barcelona adquirió el solar de la antigua fábrica de Elizalde y construyó edificios residenciales, desapareciendo así los últimos vestigios físicos de la histórica empresa.

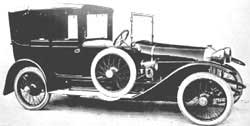
Un Elizalde Tipo 20 de 1914.
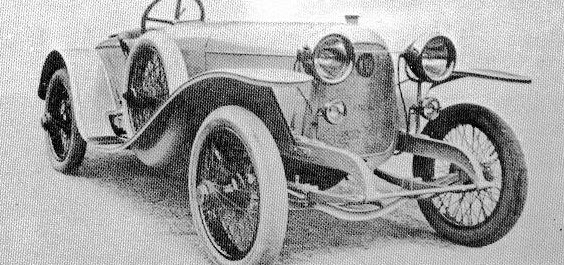
Un coche Elizalde de 1922.